# Bielefeldskolan
Bielefeldskolan är en särskild socialvetenskaplig riktning, företrädd av historikerna Hans-Ulrich Wehler och Jürgen Kocka, som har tagit sitt namn från Bielefelds universitet i Nordrhein-Westfalen i Tyskland. De har sedan början av 1970-talet i synnerhet studerat och forskat kring tysk socialstruktur och mentalitetshistoria under 1800-talet och det tidiga 1900-talet.
Med sin bok Das deutsche Kaiserreich, 1871-1918 (1973; svensk översättning 1991, ”Det tyska kejsarriket 1871-1918”) ger Wehler Bielefeldskolans programförklaring: Det tyska kejsarriket födde den tyska nazismen. Wehler försöker att förklara den tyska samhällsutveckling som ledde fram till Adolf Hitlers maktövertagande 1933 och nazistpartiets konsolidering av makten. Wehler ifrågasätter den traditionella uppfattningen om att orsakerna till nazismens framväxt står att finna i Weimarrepublikens sociopolitiska klimat. Enligt Wehler skall historievetenskapen inte endast anföra orsaker som den för Tyskland förödmjukande Versaillesfreden 1919, bristfälligheterna i det tyska partisystemet samt 1930-talets depression. Wehler hävdar, att fröet till Tysklands utveckling från 1933 såddes under det tyska kejsarrikets tid.